# 旧香港上海銀行長崎支店

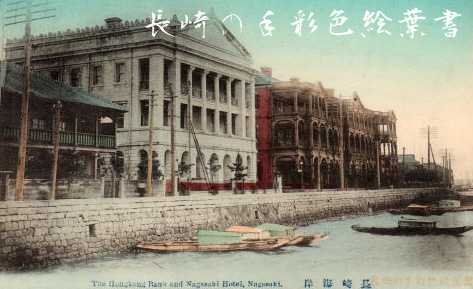
香港銀行と長崎ホテル（明治）、手彩色絵葉書

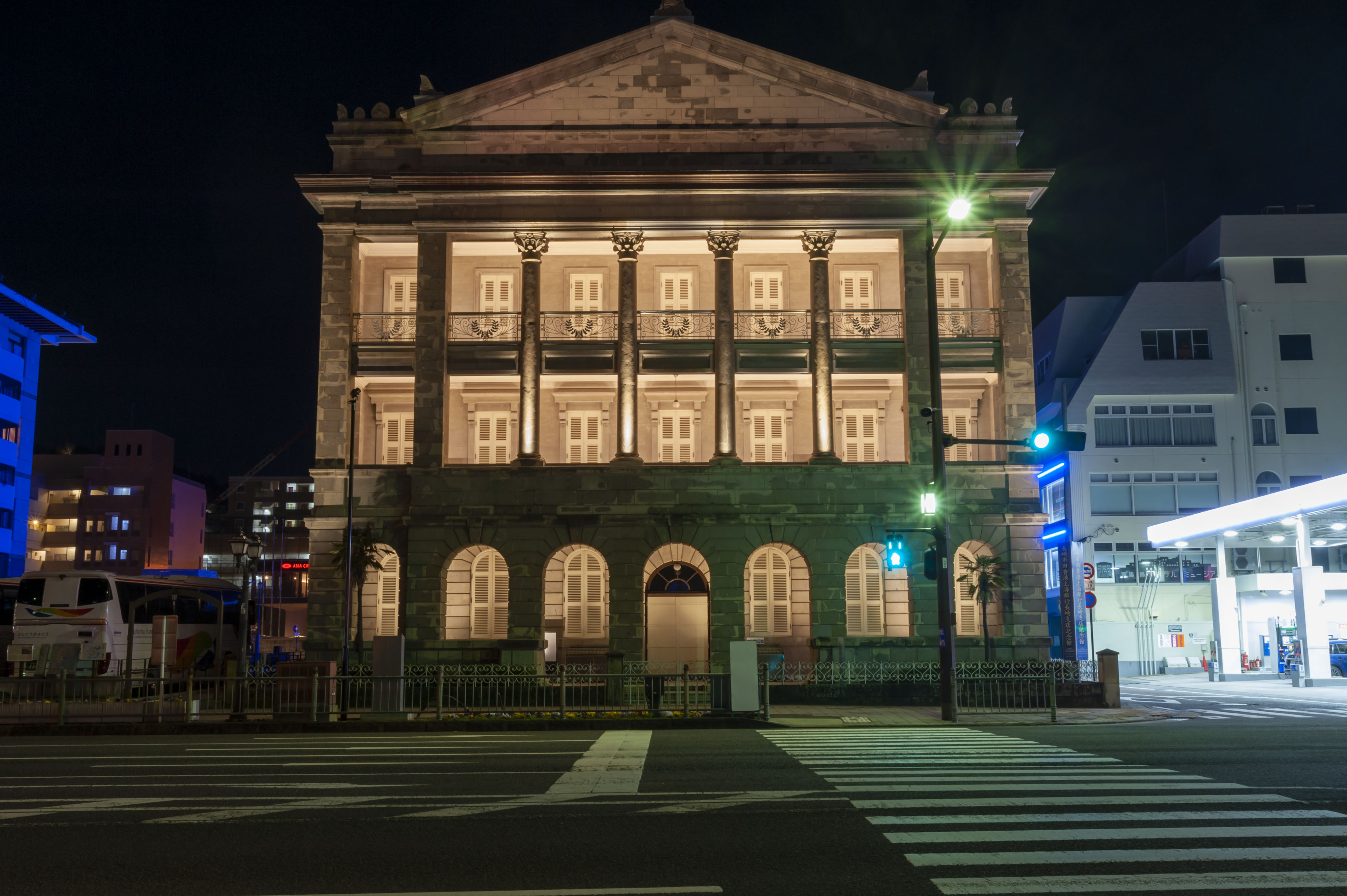
夜間ライトアップ

旧香港上海銀行長崎支店（きゅうホンコンシャンハイぎんこうながさきしてん）は、イギリスの銀行である香港上海銀行の旧長崎支店を引き継いだ記念館である。

## 概要
香港上海銀行長崎支店は1892年に開設、1904年に竣工。建物は建築家の下田菊太郎が設計した、現存する唯一の建造物で、長崎市内の石造り洋館として最大の規模を持つ。当時神戸以西唯一の外国銀行で、在留外国人、なかでも貿易商を主な取引先として外国為替やロンドンや上海、香港における外貨の売買を主要業務とした特殊為替銀行だった。
営業業務を終えた後は、長崎県が買収し梅香崎や大浦警察庁舎として使用され、その後長崎市が買収すると長崎市立歴史民俗資料館（現在は別の場所に移転）となった。1987年にこの建物を解体して「国際交流会館」が建造する計画が立ったが、市民の反対により保存が決定。約4年の補修工事を経て1996年、長崎市旧香港上海銀行長崎支店記念館としてオープンした。1989年に国の重要文化財に指定されている。
1階は資料館のほか、銀行業務を行っていた当時のカウンターが残され、100人まで収容できる多目的ホールにもなっている。営業時間は9:00-17:00。閉館後の18:00-21:00には講演会や小演奏会などに使用可能。2階と3階は資料館のみとなっており、長崎-上海航路、長崎港の歴史、長崎華僑の歴史、下田菊太郎、孫文と長崎及び梅屋庄吉の関係についての展示を行っている。
2023年より景観づくりの一環として日没後にライトアップが行われるようになっている。

## アクセス
- 長崎電気軌道大浦支線大浦海岸通停留場か、同大浦天主堂停留場から徒歩3分。
- 長崎バス「松ヶ枝国際ターミナル」バス停から徒歩1分。

## 周辺
- 南山手
- 長崎港
- 長崎市べっ甲工芸館
- 大浦警察署
- 長崎バス松ヶ枝営業所